# Porcellium vejdovskyi
Porcellium vejdovskyi là một loài chân đều trong họ Trachelipodidae. Loài này được Cerny miêu tả khoa học năm 1939.